# Hermann Schützenhöfer

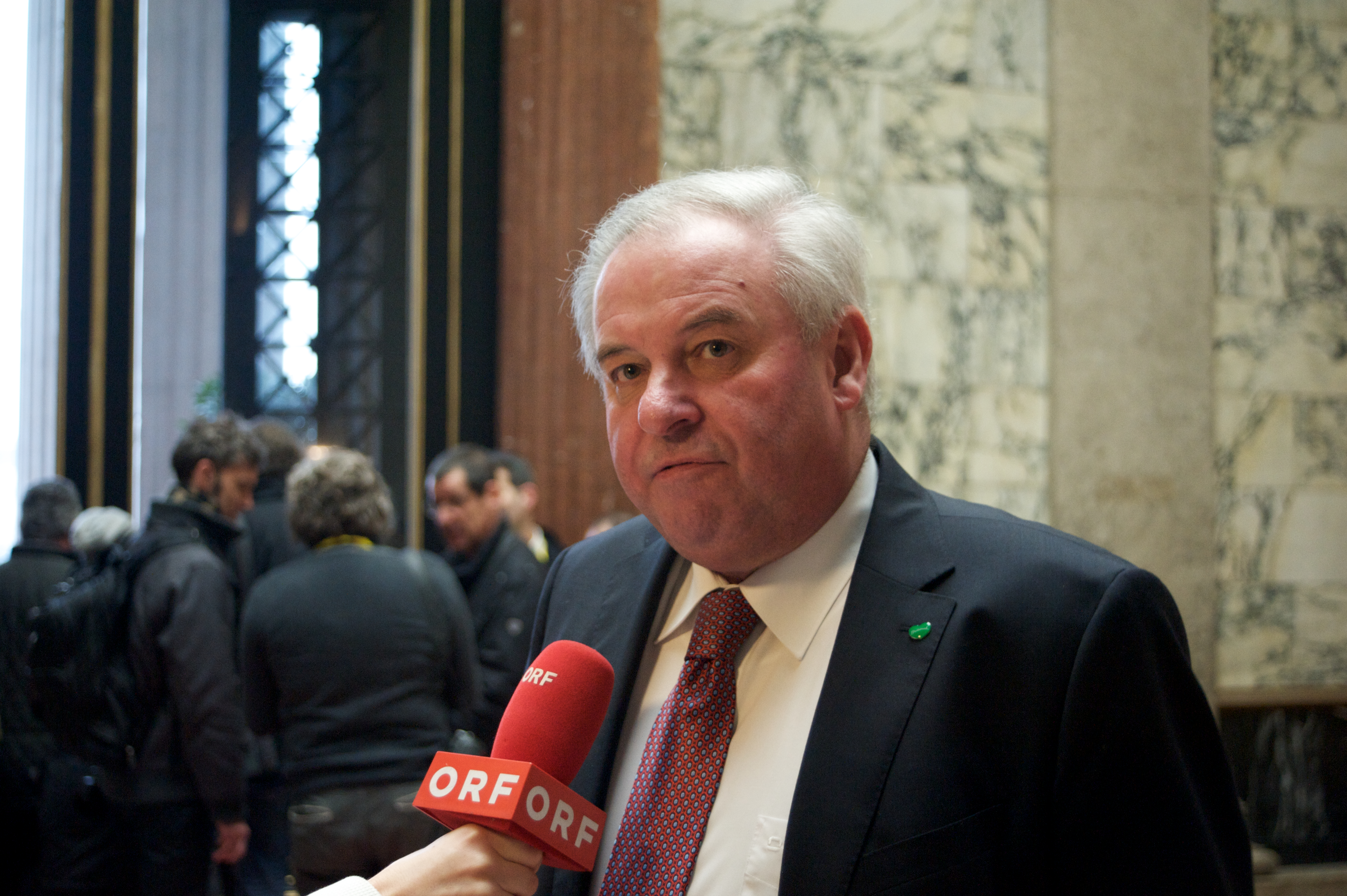
Hermann Schützenhöfer (2017)

Hermann Schützenhöfer (* 29. Februar 1952 in Edlitz, Niederösterreich) ist ein österreichischer Politiker (ÖVP). Er war von 2015 bis 2022 Landeshauptmann der Steiermark sowie von 2006 bis 2022 Parteiobmann der ÖVP Steiermark.

## Leben
Schützenhöfer wuchs auf dem Pfarrhof von Edlitz auf, wo sein Vater als Forstarbeiter angestellt war. Bereits mit vier Jahren war er Ministrant, noch heute ist er der katholischen Kirche stark verbunden und bezeichnet sich selbst als christlich-sozial. Nach der Pflichtschule in Edlitz zog Schützenhöfer mit seiner Familie in die Steiermark und absolvierte in Kirchbach in der Steiermark das Polytechnikum. In Kirchbach absolvierte er eine Kaufmannslehre in einer Greißlerei und schrieb nebenbei als Lokaljournalist für die Kleine Zeitung, die Sonntagspost und die steirische Jugendzeitschrift Horizont, ein Organ der JVP.
1970 stieg Schützenhöfer in die Politik ein und wurde steirischer JVP-Landessekretär, 1976 steirischer JVP-Obmann und 1978 Landessekretär des ÖAAB. Mitte der 1980er Jahre sorgte er für Schlagzeilen, weil er für eine Gesamtschule eintrat und sich damit in der Bildungspolitik gegen die ÖVP-Parteilinie aussprach. 1984 forderte er einen Mindestlohn für alle und sorgte damit parteiintern erneut für Kritik.
Seit 2003 ist Schützenhöfer Ehrenmitglied der katholischen Studentenverbindung K.Ö.H.V. Carolina Graz im ÖCV. Weiters ist er seit 2007 Ehrenmitglied der katholischen Schülerverbindung K.Ö.St.V. Markomannia-Eppenstein Graz und seit 2010 der K.Ö.M.L. Normannia-Graz, beide im MKV.
Sein politischer Durchbruch gelang ihm am 3. Oktober 2005, als er nach der verlorenen Landtagswahl die Fraktionsführung der Volkspartei im steirischen Landtag von Waltraud Klasnic übernahm und dadurch 1. Landeshauptmannstellvertreter wurde. Am 18. März 2006 wurde er mit 98,63 % zum Parteiobmann der Steirischen Volkspartei gewählt. Von 1995 bis 2006 war er Landesobmann des Steirischen ÖAAB. Seit Oktober 2007 ist Hermann Schützenhofer Präsident des Landesverbandes Steiermark der Pfadfinder und Pfadfinderinnen Österreichs.
Nach der Landtagswahl in der Steiermark 2010, bei der die ÖVP bis auf ein Prozent an den Stimmenanteil der SPÖ herankam, wurden Koalitionsverhandlungen mit der SPÖ vereinbart. Ein Regierungsübereinkommen, das bei einer Pressekonferenz auch als „Reformpartnerschaft“ bezeichnet wurde, wurde erzielt, und Hermann Schützenhöfer übernahm am 21. Oktober 2010 bei der konstituierenden Sitzung des neuen Landtages wieder das Amt des 1. Landeshauptmannstellvertreters. In der Landesregierung Voves II war er bis 2015 für die Bereiche Personal, ÖVP-Gemeinden sowie Aufsicht über Gemeinden mit Nicht-ÖVP-Bürgermeistern, Tourismus, Volkskultur sowie Landes- und Gemeindeentwicklung zuständig.
Nach der Landtagswahl in der Steiermark 2015, bei der die „Reformpartner“ SPÖ und ÖVP deutliche Verluste erlitten, trat der seit 2005 amtierende Landeshauptmann Franz Voves (SPÖ) zurück. Schützenhöfer wurde in der unter dem Namen „Zukunft Steiermark“ antretenden Koalitionsregierung aus SPÖ und ÖVP am 16. Juni 2015 vom Landtag als Landeshauptmann für die Jahre 2015 bis 2020 gewählt, jedoch wurden vorgezogene Neuwahlen für den 24. November 2019 angesetzt. Am 17. Dezember 2019 wurde die Landesregierung Schützenhöfer II gewählt und angelobt. 
Am 3. Juni 2022 gab Schützenhöfer bekannt, sein Amt als Landeshauptmann mit Anfang Juli des Jahres zurücklegen zu wollen. Am 4. Juli 2022 übergab er sein Amt offiziell an seinen Nachfolger, den bisherigen Landesrat Christopher Drexler, der bereits seit der Ankündigung von Schützenhöfers Rücktritt am 3. Juni geschäftsführender ÖVP-Parteiobmann war.

## Auszeichnungen
- 2016: Ehrensenator der Montanuniversität Leoben[9]
- 2017: Florianiplakette des Österreichischen Bundesfeuerwehrverbandes
- 2017: Päpstlicher Gregoriusorden[10]
- 2017: Mérite Européen[11]
- 2017: Ehrensenator der Medizinischen Universität Graz[12]
- 2022: Ehrensenator der Technischen Universität Graz[13]
- 2023: Ehrenring des Landes Steiermark[14]
- 2024: Großes Goldenes Ehrenzeichen für Verdienste um das Land Wien mit dem Stern[15]